# Eduard von Pfeil-Burghauß
Graf Eduard von Pfeil-Burghauß (* 25. März 1833 in Breslau, Provinz Schlesien; † 18. Februar 1905 in Laasan, Landkreis Schweidnitz) war ein deutscher Majoratsherr.
Seine Eltern waren der Graf Friedrich Ludwig von Pfeil-Burghauß (* 19. März 1803; † 1. Januar 1896) und dessen Ehefrau der Gräfin Emma von Dankelmann (* 21. November 1806; † 12. Juni 1882). Sein Vater war erbliches Mitglied des preußischen Herrenhausen. Als diese 1886 den Burghaußischen Fideikommiss Laasan erbte, erfolgte auch ein Names- und Wappenvereinigung zu Pfeil-Burghauß.

## Leben
Graf Pfeil studierte an der  Schlesischen Friedrich-Wilhelms-Universität. 1852 wurde er im Corps Marchia Breslau aktiv. Er wurde Besitzer des Majorats Laasan. Von 1896 bis zu seinem Tod 1905 saß er im Preußischen Herrenhaus.

## Familie
Pfeil heiratete am 18. November 1867 Marie von Fischer (* 22. Juni 1841; † 23. März 1899). Das Paar hatte mehrere Kinder.